# Jörg Winter (Kirchenrechtler)
Jörg Winter (* 21. September 1944 in Großrudestedt) ist ein deutscher Staatskirchen- und evangelischer Kirchenrechtler.

## Leben
Er studierte Rechtswissenschaft an den Universitäten Bochum und  Freiburg, wo er 1977 bei Alexander Hollerbach zum Thema Die Wissenschaft vom Staatskirchenrecht im Dritten Reich promovierte.
Von 1986 bis 1990 war Winter Direktor der Rechtsabteilung des Diakonischen Werkes der EKD in Stuttgart. Von 1990 bis zu seiner Pensionierung im November 2007 war er Oberkirchenrat und Leiter des Rechtsreferats der Evangelischen Landeskirche in Baden; seine Nachfolgerin war Oberkirchenrätin Susanne Jaschinski. Winter war zugleich Vorsitzender des Rechtsausschusses der Union Evangelischer Kirchen.
Winter ist Honorarprofessor für Staatskirchen- und Kirchenrecht an der Universität Heidelberg und Lehrbeauftragter der Universität Freiburg.

## Schriften (Auswahl)
- Die Wissenschaft vom Staatskirchenrecht im Dritten Reich. Frankfurt am Main 1979.
- Die Barmer Theologische Erklärung. Ein Beitrag über ihre Bedeutung für Verfassung, Recht, Ordnung und Verwaltung der Evangelischen Landeskirche in Baden nach 1945. Heidelberg 1986.
- Staatskirchenrecht der Bundesrepublik Deutschland. Einführung in das Staatskirchenrecht der Bundesrepublik Deutschland unter besonderer Berücksichtigung der verfassungsrechtlichen Stellung der Diakonie. Stuttgart 1990.
- Staatskirchenrecht der Bundesrepublik Deutschland. Eine Einführung mit kirchenrechtlichen Exkursen. 2. Auflage. Köln 2008.
- Die Grundordnung der Evangelischen Landeskirche in Baden. Kommentar für Praxis und Wissenschaft. Köln 2011.